# Ruperts land

Karta över Ruperts land.

Ruperts land var ett territorium i Brittiska Amerika, senare Brittiska Nordamerika, som bestod av det område som avvattnades i Hudson Bay.

## Hudson Bay-kompaniet
Ruperts land, som fick sitt namn efter prins Rupert av Pfalz, var från 1670 till 1870 förlänat till Hudson Bay-kompaniet, placerat i York Factory, vilket där utövade en nominell territoriell suveränitet i form av lagstiftande, dömande och verkställande makt.

## Kanada
Större delen av Ruperts land såldes genom Rupert's Land Act 1868 till Kanada 1870 och stora delar av området hamnade i Northwest Territories, men de södra delarna hade då genom det Anglo-Amerikanska fördraget 1818 avståtts till Förenta Staterna. Det område som ingick i Ruperts land ligger i dag i hela Manitoba, större delen av Saskatchewan, södra Alberta, södra Nunavut, norra delarna av Ontario och Québec, såväl som delar av Minnesota och North Dakota samt mycket små delar av Montana och South Dakota.

## Territoriell utveckling

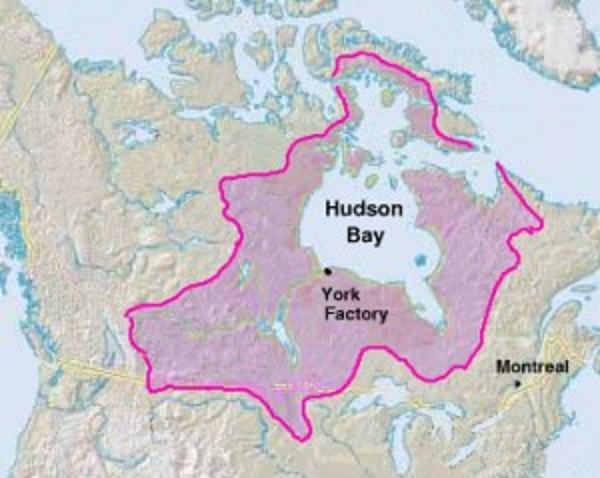
Ruperts land enligt det ursprungliga förläningsbrevet.
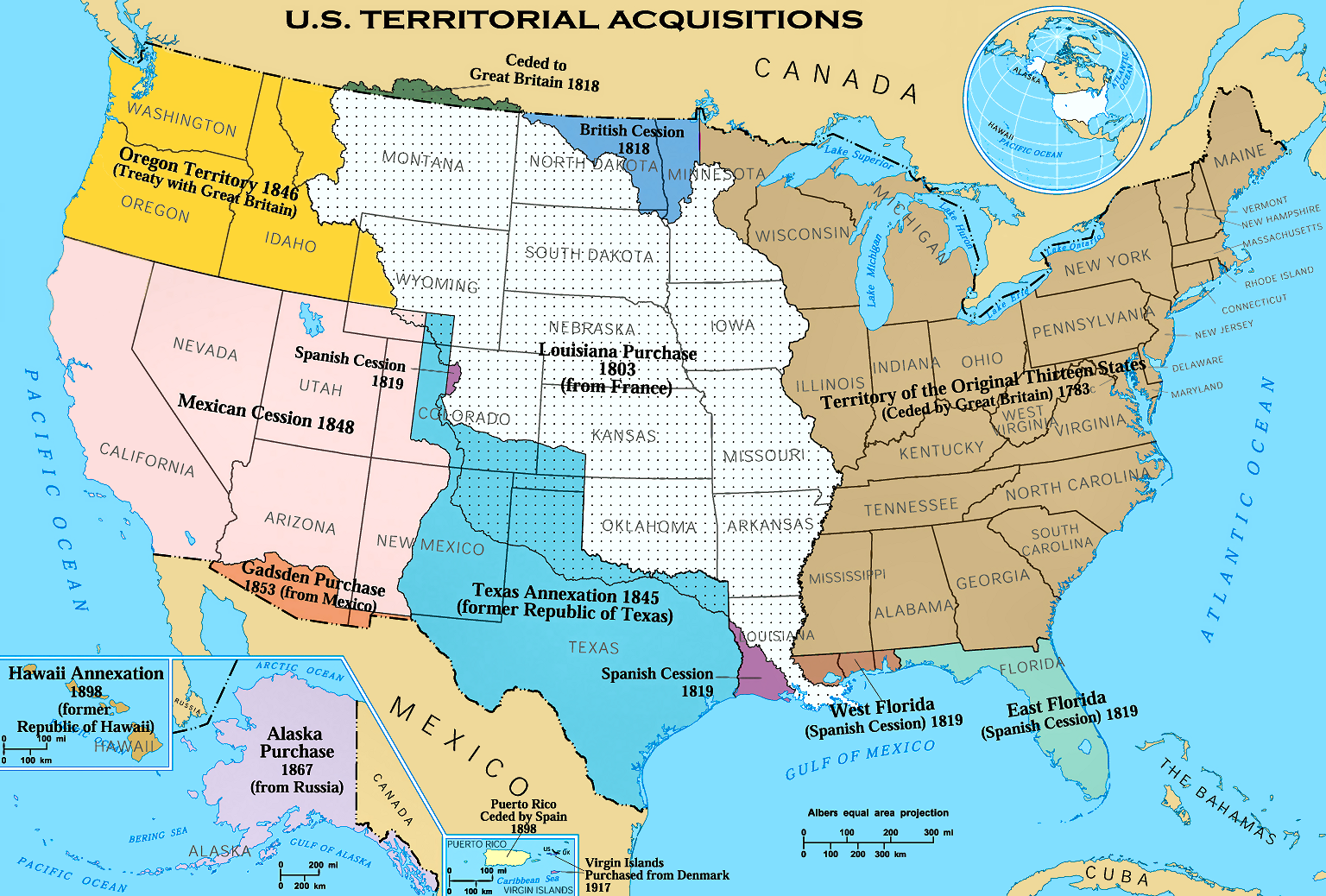
Del av Ruperts land som avstods till USA 1818 (markerat i blått med texten "British Cession 1818").
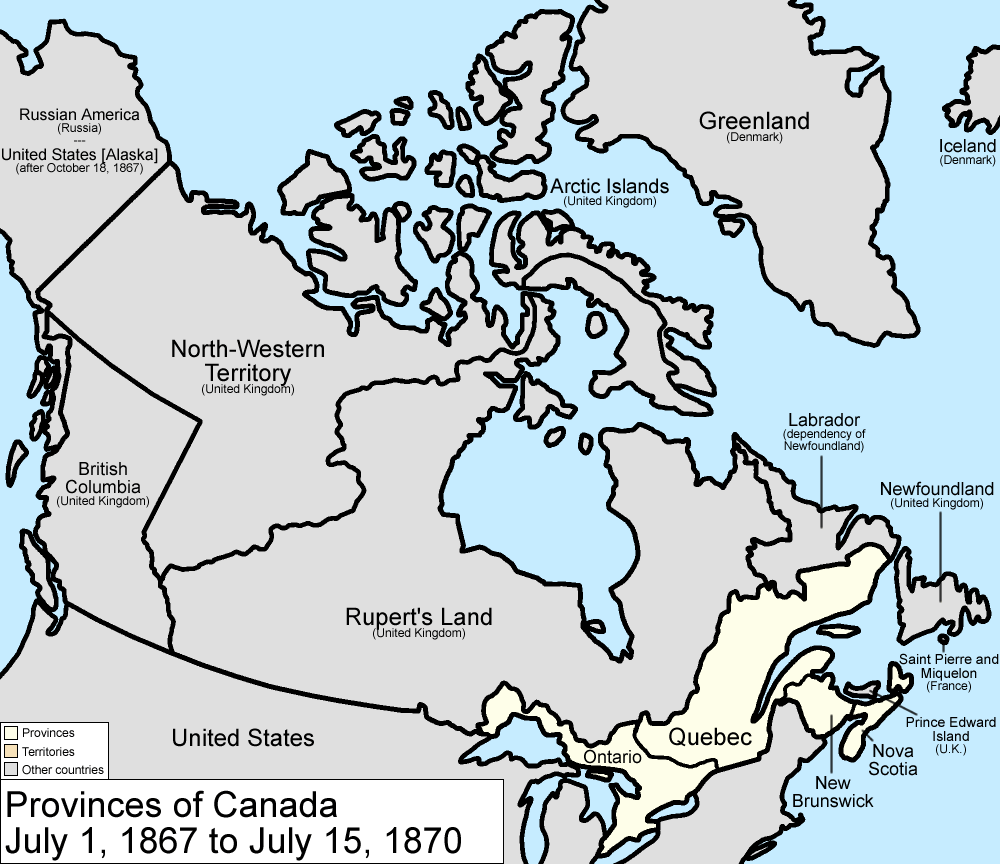
När Kanada bildades 1867 kontrollerade Hudson-Bay kompaniet fortfarande Ruperts land, och hade dessutom handelsprivilegier i North-Western Territory.
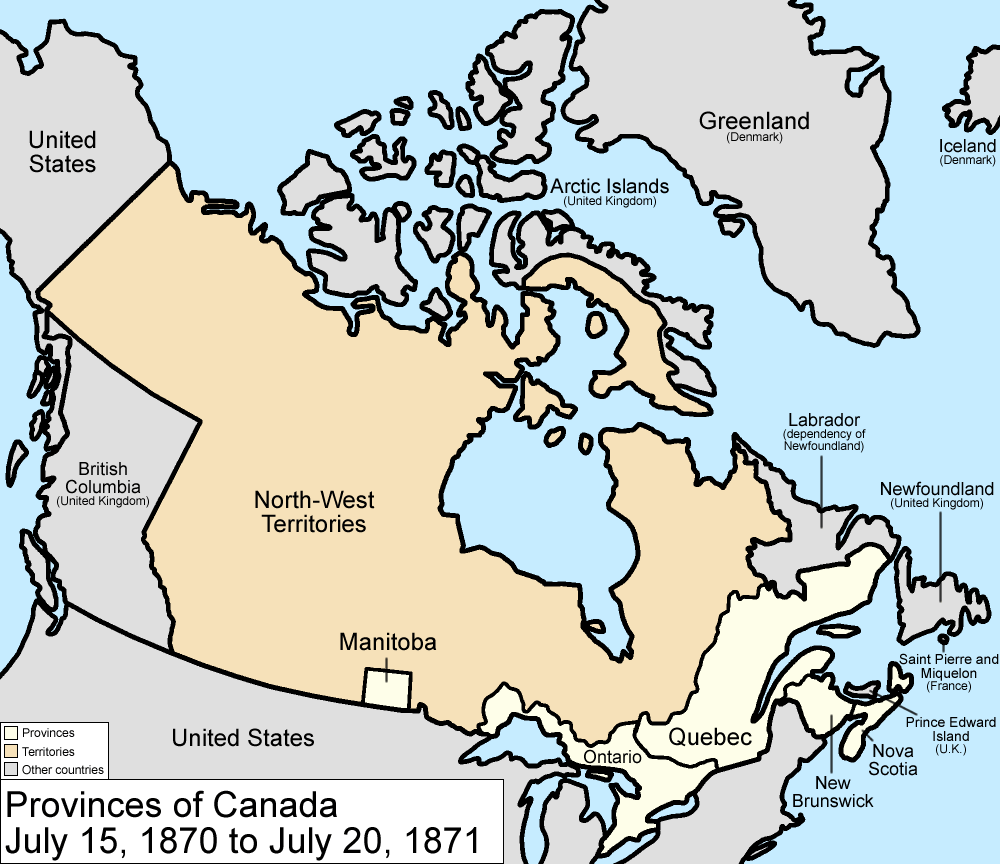
Ruperts land förenades efter försäljningen 1870 med North-Western Territory för att bilda Northwest Territories. Av en liten del bildades dock provinsen Manitoba.
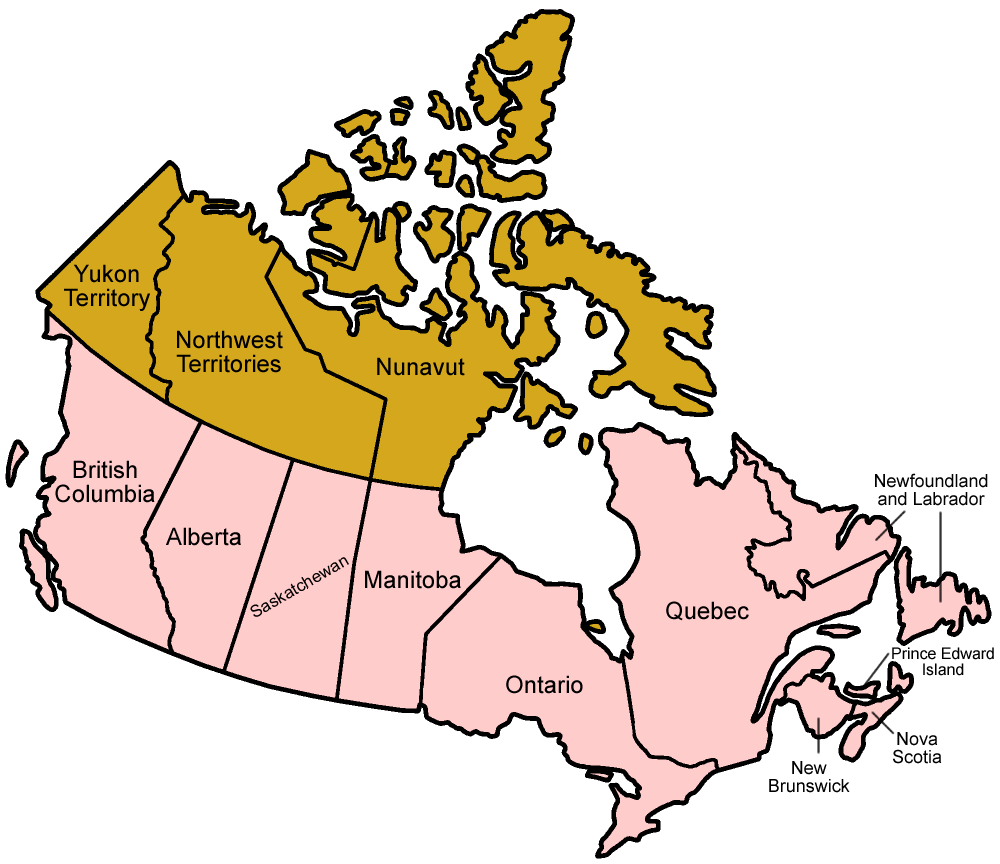
För den vidare uppdelningen av Ruperts Land, se: Northwest Territories. Denna karta visar dagens kanadensiska provinser och territorier.